# بابا نداو سيك
بابا نداو سيك (بالفرنسية: Baba Ndaw Seck)‏ هو لاعب كرة قدم سنغالي في مركز الهجوم، ولد في 25 ديسمبر 1995 في داكار في السنغال. لعب مع نادي بريشيا.

## وصلات خارجية
- بابا نداو سيك على موقع قاعدة بيانات كرة القدم.إي يو (الإنجليزية)
- بابا نداو سيك على موقع Soccerway.com (الإنجليزية)